# エラスムス計画

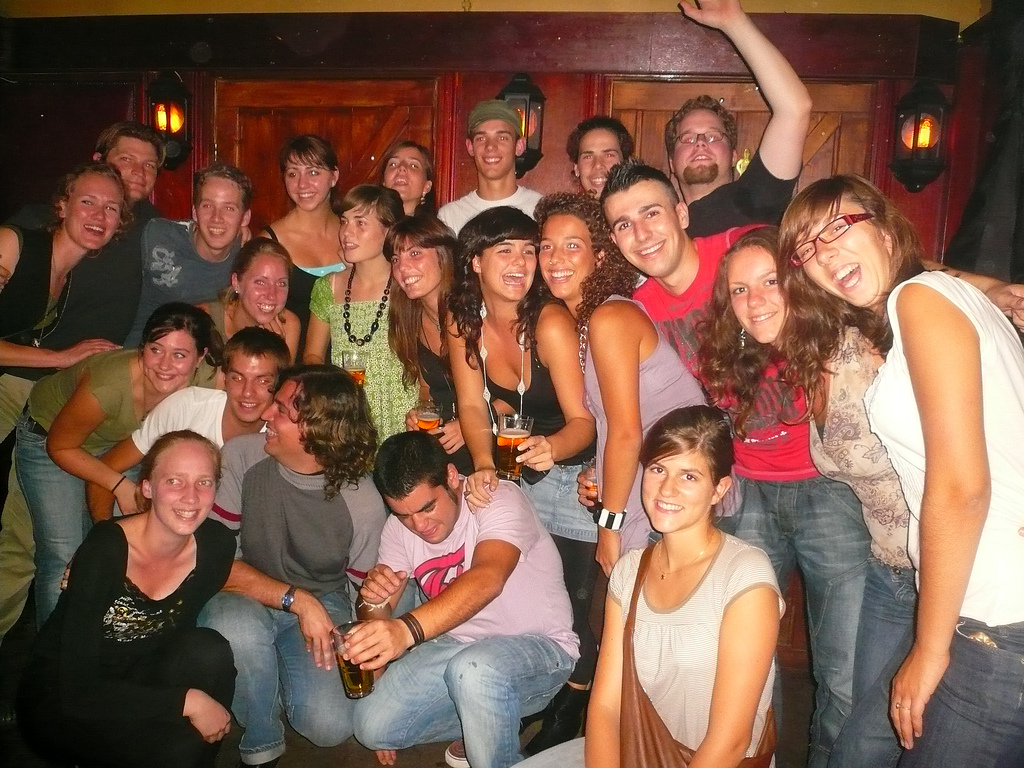
エラスムス計画の参加学生のパーティー

エラスムス計画 (ERASMUS, European Region Action Scheme for the Mobility of University Students) は、EU における学生の流動化の促進を目指すもので、1987年に設立された。エラスムス計画はEU 生涯学習計画 (2007-2013年) における主要事業で、また欧州連合の主導による高等教育運営の枠組みとなっている。2004年には国際協力部門でアストゥリアス皇太子賞を受賞している。
エラスムス計画と、その他の多数の同種の計画は、1994年に欧州連合が策定したソクラテス計画に統合された。ソクラテス計画は1999年12月31日に終了し、2000年1月24日よりソクラテス II 計画になったが、これはさらに、2007年1月1日より、EU 生涯学習計画 (2007-2013年) に統合された。

## 目的
エラスムス計画には多くの目的がある。

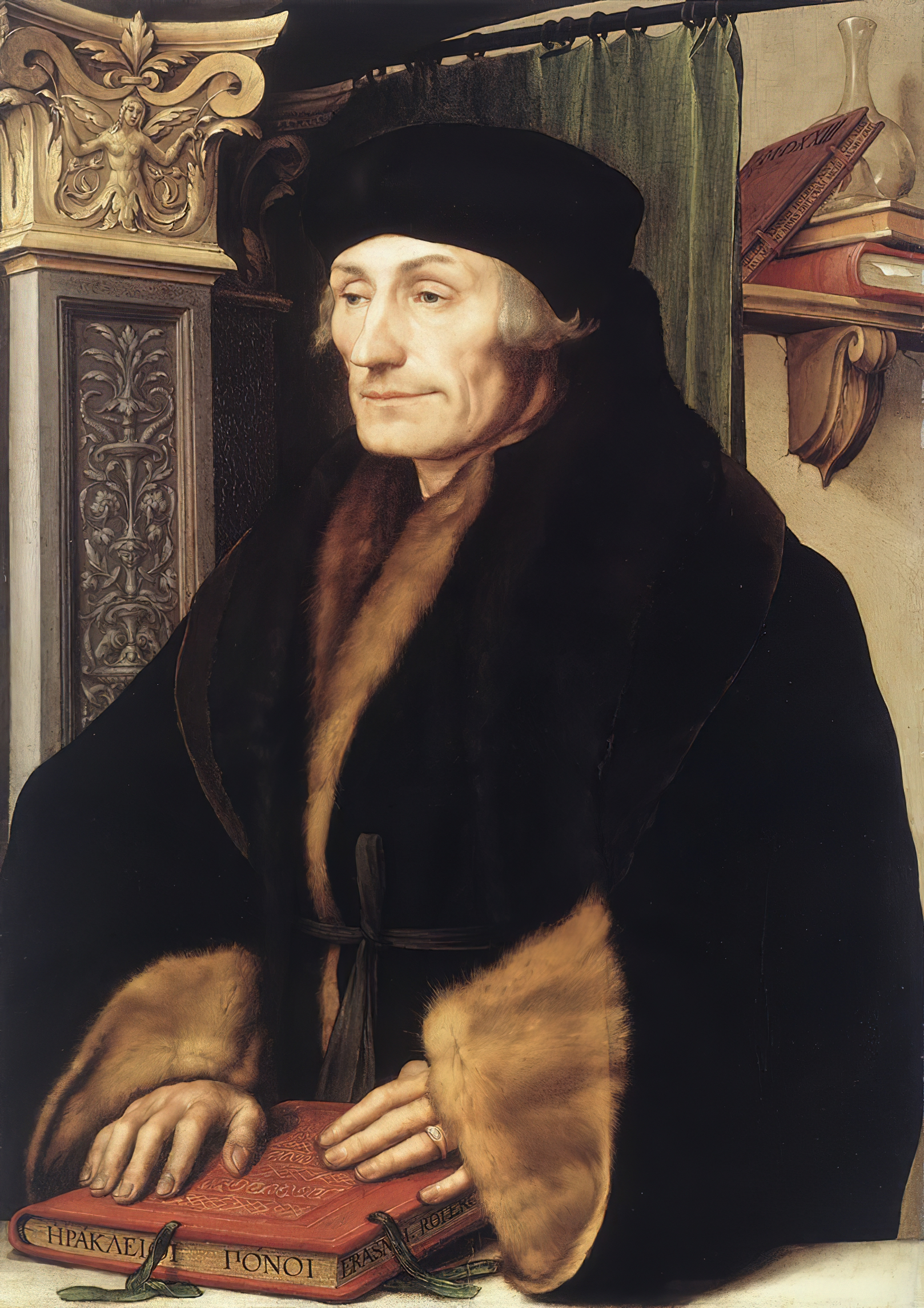
この計画は16世紀の著名な学者デジデリウス・エラスムスの名に因んで命名されている。

- ヨーロッパ全域で、学生と教員の交流について、質を改善し、人数も増大させる。
- ヨーロッパの高等教育機関の間における多国間協力について、質の向上と、件数の増大を目指す。
- 高等教育機関と企業の間の協力関係を改善し、増大させる。
- ヨーロッパの大学間で革新を広め、新しい教育の方式や支援も拡大する。

エラスムス計画では、学生の交流が一番よく知られた政策であるが、大学の部局間での協力拡大についても支援がなされている。具体的には、大学の共同カリキュラムの開発、集中講義の創設などが行われ、そこにはアメリカ、イギリスの英語圏の大学の優位に対して対抗するという狙いもある。しかし、それはEU前提の教育制度を画一的なものにするのではなく、各国各地域の伝統に基づく精神（各国の言語）を尊重し、違いを認識させつつ相互理解を促進しようとするものである。
エラスムス計画の目的は、EU 内に加えて、アイスランド、リヒテンシュタイン、ノルウェーを含む EEA (欧州経済領域) と、EU 加盟を希望しているトルコなどの国々について、学生・教員の流動化を促し、支援することである。

## 各国の対応
- スイスは、1990年代、EUから距離を置きたいという考えで、エラスムス計画からも離脱していたが、2007年には復帰した。
- EU離脱にともない、英国はエラスムス計画から離脱し、代わりに2021年にチューリング計画（英語: Turing scheme）を開始する[2]。

## エラスムス・ムンドゥス
エラスムス・ムンドゥス計画は、ヨーロッパの教育を国際化させるために、エラスムス計画と並行して実施されている。エラスムス計画はヨーロッパの人々のみが対象だが、エラスムス・ムンドゥス計画はヨーロッパ外にも開かれ、世界中の大学の修士課程の学生の交流促進と、国境を超えての学習の支援を目的とする。

## 関連する計画
- テンプス（Tempus）計画 -1990年。 EUメンバー国及び協力諸国の高等教育のたの共同プログラム
- リンガ（Lingua）計画 - 1990年
- レオナルド・ダ・ヴィンチ - 1994年。職業教育のためのEU行動綱領
- アジア太平洋大学交流機構